# Curteanca
Curteanca – wieś w Rumunii, w okręgu Ardżesz, w gminie Buzoești. W 2011 roku liczyła 344 mieszkańców.